# Гюнтер фон Клюге

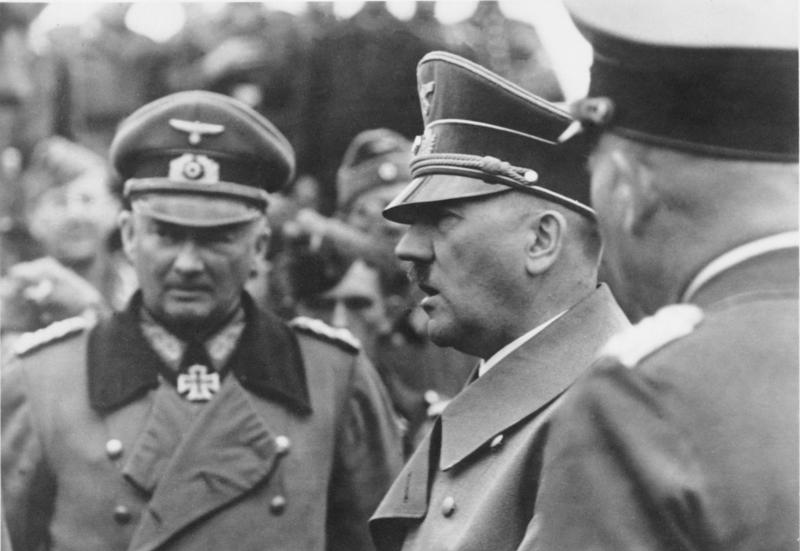
Г. фон Клюге поруч з Гітлером. Франція. 1940

Гю́нтер Адо́льф Фердіна́нд «Ганс» фон Клю́ге (нім. Günther Adolf Ferdinand “Hans” von Kluge; нар. 30 жовтня 1882, Позен, Провінція Позен — пом. 18 серпня 1944, поблизу Мец, Французька держава) — німецький воєначальник часів Третього Рейху, генерал-фельдмаршал (1940) Вермахту. Кавалер Лицарського хреста з дубовим листям та мечами (1943). Командував групами армій та армією в ході Європейських кампаній та під час війни з Радянським Союзом. Після Польської та Французької кампанії, був підвищений до звання генерала-фельдьмаршала з яким також брав участь в Операції Барбароса. Після невдалої операції зі захоплення Москви та на фоні кризи на Східному фронті у 1941 році, замінив Федора фон Бока на посаді командувача Групи армії «Центр». Він продовжував командував військами на Східному фронті, перш ніж отримати важкі поранення після дорожньо-транспортної пригоди.
Після одуження, він був призначений керівником Головнокомандування Вермахту «Захід» після того як його попередник, Герд фон Рундштедт, був звільнений з посади на фоні конфліктів з Гітлером. Після невдалої спроби зупинити наступ військ союзників під час Операції «Оверлорд», Клюге усвідомив поразку у війні на Заході.
Хоч Клюге не брав активної участь у заколоті проти Гітлера, однак після невдалої спроби, генерал-фельдьмаршал покінчив життя самогубством, після того як був викликаний до Берліну на зустрічі з Гітлером.

## Біографія

### Ранні роки, Перша світова війна
Гюнтер Адольф Фердінанд «Ганс» фон Клюге народився 30 жовтня 1882 в місті Позен, (Провінція Позен) в аристократичній прусській сім'ї, де військова служба вважалася традицією. Його батько відставний генерал-лейтенант Макс фон Клюге отримав дворянський титул у 1913 році. До цього він служив в лавах Імперської армії Німеччини під час Першої світової війни. Одружився на Еліз Кюн-Шухман в 1881 році. Гюнтер фон Клюге мав молодшого брата Вольфганга (1892–1976). Брат воював в обох світових війнах, дослужившись до звання генерал-лейтенанта в 1943 році.
Іноді Гюнтера фон Клюге назвали Гансом Гюнтером фон Клюге або ж Der kluge Hans (укр. Розумний Ганс) на честь однойменної породи коня. Гюнтер фон Клюге військову службу розпочав у 1899 році юнкером 46-го артилерійського полку. У 1901 році підвищений в офіцери (молодший лейтенант). Потім закінчив військове училище і отримав чин лейтенанта. У 1909 році отримав звання обер-лейтенанта і був призначений ад'ютантом командира артилерійського дивізіону. У 1912 році закінчив військову академію і отримав призначення в Генеральний штаб, гауптман (1914).
Учасник Першої світової війни на Західному фронті. З 1910 по 1918, служив у німецькому генштабі, був офіцером Генерального штабу при 21-му армійському корпусі (1914—1915), командиром батальйону (1915—1916), офіцером Генштабу при 89-ї піхотної дивізії (1916—1918). У 1918 році під час боїв під Верденом був важко поранений, пізніше дослужившись до звання капітана у Генштабі.

### Служба в рейхсвері та вермахті
Після демобілізації кайзерівської армії залишений служити в рейхсвері (1919), офіцер штабу 3-ї піхотної дивізії, майор (1923). У 1923—1926 роках служив у Військовому міністерстві. У 1926—1928 роках командир артилерійського дивізіону (обов'язкове 2-річне стажування в командної посади для офіцерів Генерального штабу), оберстлейтенант (1927). В 1930 році отримав звання полковника, в 1933 році став генерал-майором та через рік став генерал-лейтенант
Через рік призначений командиром 6-ї піхотної дивізії і одночасно став командувачем 6-м військовим округом (Мюнстер), генерал-лейтенант (1934). у 1935 році дивізія Клюге була розгорнута в корпус, а сам він став командиром 6-го армійського корпусу, генерал артилерії (1936). На чолі свого корпусу брав участь в аншлюсі Австрії та окупації Судетської області. Влітку 1938 року в результаті «генеральської чистки» звільнений з лав збройних сил (як прихильник колишнього головнокомандувача Сухопутними військами генерала В. фон Фріча). Клюге вважав, що "жорстокий мілітаризм" Гітлера приведе Німеччину до катастрофи, однак вірив у принцип Життєвого простіру на Сході.

## Друга світова війна
З наближенням війни Гітлер потребував досвідчених генералів, тому вже в жовтні 1938 року фон Клюге знову був призваний на службу. Йому було доручено сформувати і очолити 6-ю армійську групу (Ганновер), до складу якої увійшли 9-й, 10-й і 11-й військові округи (всього 6 дивізій).

### Польська кампанія
У серпні 1939 року на базі цієї групи була розгорнута 4-та армія, командувачем якої став Клюге. На цей пост Гітлер призначив його не без коливань, тому що сумнівався в здатності Клюге командувати армією в бойовій обстановці. До того ж проти кандидатури Клюге виступав Г. Герінг, який його люто ненавидів. Так що Польська кампанія 1939 року стала для Клюге свого роду іспитом на зрілість, і Клюге його блискуче витримав, отримавши за свої перемоги в Польщі чин генерал-полковника. Командував 4-ю армією, що була підпорядкована Групи армій «Північ» на чолі з Федором фон Боком.

### Французька кампанія
Гітлер більше не сумнівався в його військових здібностях. Потім Клюге відзначився у Французькій кампанії 1940 року, за яку 19 липня 1940 року він був підвищений в генерал-фельдмаршали й нагороджений Лицарським хрестом. У ході цієї кампанії 4-та армія, діючи в складі головного ударного угруповання німецьких військ, завдала удару через Бельгію в загальному напрямку на Намюр, Камбре. Потім, розгорнувши фронт наступу на північний захід, охопила з півдня угруповання союзників в районі Дюнкерка, створивши так званий «Дюнкеркский котел».
Після евакуації англо-французьких військ з цього котла Клюге розгорнув наступ з Фландрії в південно-західному напрямку, оволодів містами Ам'єн і Руан, окупував Нормандію й Бретань і завершив цю звитяжну для німецької армії військову кампанію опануванням 23 травня міста Ла-Рошель. Після розгрому Франції 4-та армія була перекинута до Польщі.

### Німецько-радянська війна

#### Операція «Барбаросса»
Генерал-фельдмаршал Гюнтер фон Клюге належав до числа тих небагатьох німецьких воєначальників, які підтримували ідею нацистської верхівки про напад на Радянський Союз.
У перші ж дні війни проти СРСР очолювані Клюге війська, діючи у складі групи армій «Центр», наступала на захід і на північний захід Бреста, й незабаром оточили в районі Білостока велике угруповання радянських військ. Її знищення потім завершили німецькі 2-га і 9-та армії.
26 червня 1941 Клюге, всупереч думці командувача групою «Центр» фон Бока, отримав наказ Гітлера об'єднати під своїм командуванням 2-гу і 3-тю танкові групи і розвивати стрімкий наступ вглиб радянської території, до Дніпра. Тим часом, війська 4-ї армії надійшли у тимчасове підпорядкування штабу 2-ї армії генерала М. фон Вайкса. Наказ фюрера призвів до серйозних суперечок з командувачами цих танкових груп генералами Гудеріаном і Готом. Обидва танкових командира вважали, що фон Клюге розпоряджався танковими силами невміло, що дозволило частині радянських військ уникнути оточення під час битви за Смоленськ. Командувач 2-ю танковою групою Гудеріан часто ігнорував накази Клюге, що призводило до значних особистих чвар, аж до того, що ці обидва воєначальники збиралися битися на дуелі.
Військова кар'єра
- 1899 — фанен-юнкер
- 22 березня 1901 — лейтенант
- 16 червня 1910 — оберлейтенант
- 2 серпня 1914 — гауптман
- 1 квітня 1923 — майор
- 1 липня 1927 — оберстлейтенант
- 1 лютого 1930 — оберст
- 1 лютого 1933 — генерал-майор
- 1 квітня 1934 — генерал-лейтенант
- 1 серпня 1936 — генерал артилерії
- 1 жовтня 1939 — генерал-полковник
- 19 липня 1940 — генерал-фельдмаршал

5 серпня 1941 війська Клюге захопили Смоленськ. У серпні 1941 року Клюге знову вступив у командування 4-ю армією. Восени 1941 року виступив проти наступу на Москву, обґрунтувавши свою позицію тим, що наближається зима, а німецькі війська не готові до дій у зимових умовах. Коли наступ все ж розпочався, то фон Клюге особливої активності в ході його не виявляв. Просування вперед здійснювалося настільки повільно й неохоче, що викликало нарікання командувача 4-ю танковою групою генерала Е.Гьопнера, на якого покладався основний тягар наступу. Але вже 4 грудня, переконавшись у провалі наступу на Москву, одним з перших командувачів арміями почав відвід своїх військ від радянської столиці.
19 грудня 1941 Клюге був призначений командувачем військами групи армій «Центр», замінивши на цій посаді усунутого Гітлером генерал-фельдмаршала Ф. фон Бока. Вступивши на посаду, відразу ж домігся відставки цілого ряду вищих генералів, у тому числі всіх командувачів арміями, що входили до складу його групи військ (Г. Гудеріан, Е. Гьопнер тощо), зробивши їх на догоду Гітлеру свого роду «козлами відпущення» за поразку військ Вермахту під Москвою.

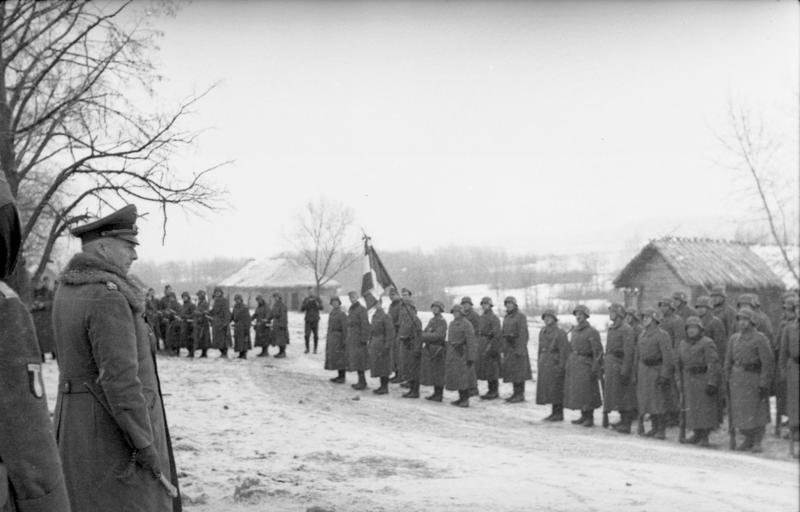
Генерал-фельдмаршал Гюнтер фон Клюге вітає Легіон французьких добровольців проти більшовизму на Східному фронті. Листопад 1941

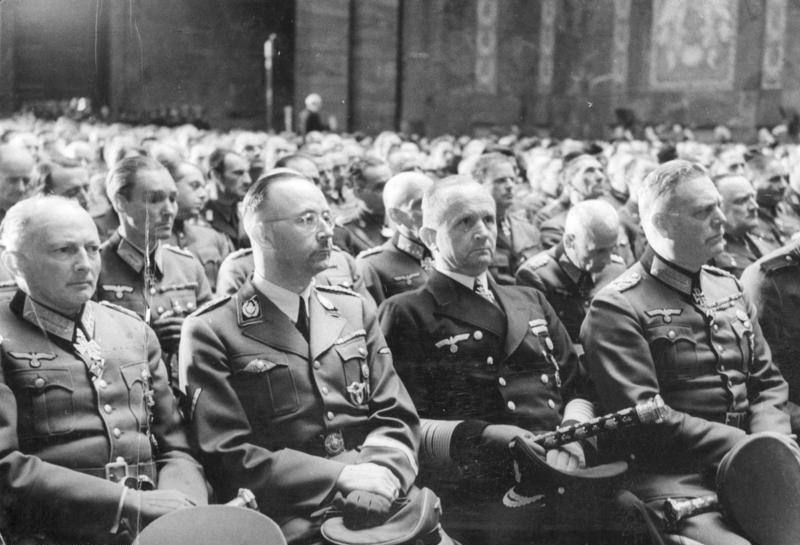
Вільгельм Кейтель, Карл Деніц, Генріх Гіммлер та Гюнтер фон Клюге (у першому ряду справа наліво), на траурній церемонії загиблого генерал-полковника Ганса-Валентина Губе. Берлін. 26 квітня 1944

#### 1942—1943
Перед початком військової кампанії 1942 року Клюге вдалося досить майстерно дезінформувати радянське командування щодо того, що в 1942 році головний удар німецької армії знову буде завдано в центрі, на московському напрямку. В результаті великі сили Червоної Армії були зосереджені на центральній ділянці радянсько-німецького фронту, а південний фланг, де противник насправді здійснив свій головний удар, виявився ослабленим. У 1942 році головні події розгорнулися на півдні.
На фронті групи армій «Центр» в основному відбувалися лише бої місцевого значення. Разом з тим Клюге вдалося відбити ряд сильних ударів радянських військ (під Ржевом, Белев тощо). Взимку 1942/43 років Клюге в цілому успішно протистояв наполегливим спробам радянських військ прорвати його оборону, хоча на низці ділянок йому і довелося відступити, але втратив він лише Великі Луки. Найбільшими успіхами Клюге був розгром кавалерійського корпусу генерала Бєлова (20 тис. чоловік) під Кіровом і 39-ї армії (40 тис. о/с) у Білого.
18 січня 1943 генерал-фельдмаршал Гюнтер фон Клюге був нагороджений дубовим листям до Лицарського хреста.
Був противником наступу під Курськом (операція «Цитадель»), яке призвело до Курській битві і чергової великої поразки німецького Вермахту. Сам же Клюге від прямої участі в операції «Цитадель» ухилився, і після її провалу в липні 1943 року уникнув будь-яких дорікань на свою адресу. У середині липня 1943 року Червона Армія прорвала оборону на правому крилі групи армій «Центр» (в районі Орла), що призвело до її відступу за Дніпро. Лише там Клюге вдалося затримати потужний наступ радянських військ (осінь 1943 року).
28 жовтня 1943 року Клюге потрапив в автокатастрофу, коли його автомобіль занесло на зледенілому шосе Орша—Мінськ. Фельдмаршала, що отримав важкі травми, було евакуйоване для лікування до Німеччини.
29 жовтня 1943 року Гітлер нагородив Клюге мечами до Лицарського хреста з дубовим листям, а через два дні за станом здоров'я відсторонив його від командування групою армій «Центр». Лікування затягнулося на цілих 8 місяців. Весь цей час Клюге перебував у резерві верховного командування вермахту (ОКВ).

### Західний фронт
2 липня 1944 року Гюнтер фон Клюге був призначений командувачем військами групи армій «D» (одночасно головнокомандувач військами Вермахту на Західному фронті). Приймаючи це нове призначення, Клюге зовсім не уявляв собі всю складність завдань, що стояли перед ним, не знав конкретної обстановки, що склалася до того часу на Західному фронті. Гітлер переконав його, що всі невдачі там — це результат поганого або недостатньо рішучого керівництва військами. Тому Клюге прибув до Франції повний оптимізму і райдужних надій. Він був упевнений, що рішучими заходами йому вдасться виправити ситуацію і вдихнути енергію в своїх підлеглих.
Але вже перша зустріч з командувачем групою армій «B» генерал-фельдмаршалом Е. Роммелем (у підпорядкуванні Клюге знаходилися дві групи армій — «В» і «G»), який намагався відкрити Клюге очі на справжній стан справ, вилилася в бурхливу сварку зі взаємними образами і серйозно похитнула його впевненість.
Після ж відвідування фронту настрій Клюге різко змінилося в гіршу сторону. Від його оптимізму не лишилося й сліду: він прийшов до висновку про неможливість протистояти очікуваному наступу союзників. Гітлер це швидко підмітив за характером донесень Клюге в ставку, його ставлення до командувача військами Західного фронту стало настороженим.
Поразки німецьких військ, що слідували одна за одною на всіх фронтах остаточно підірвали віру Клюге в кінцеву перемогу Німеччини. Він знову вступив у контакти з змовниками, які готували черговий замах на Гітлера, обіцяв їм свою підтримку, але за умови, якщо замах увінчається успіхом. Після невдачі замаху 20 липня 1944 Клюге відразу ж відмежувався від змовників, посприяв гестапо і СС у ліквідації наслідків змови на Західному фронті і надіслав вірнопідданську телеграму фюреру.
25 липня 1944 року союзники розпочали операцію «Кобра» й перейшли в наступ на північному заході Франції. Фронт групи армій «В» затріщав по всіх швах. Клюге звернувся до Гітлера з проханням дозволити йому відвести війська за річку Сена, але отримав відмову. Фюрер наказав фельдмаршалові зібрати всі сили, що були в Нормандії й скинути противника в Ла-Манш. Клюге розумів, що цей наказ призведе 7-му армію до оточення, і пропонував вивести значну кількість військ і техніки. Гітлер наполягав на своєму рішенні, в результаті війська групи армій «B» (всього 23 дивізії) опинилися в оточенні в районі Фалеза, лише одна танкова дивізія змогла пробити дорогу, по якій ще протягом шести годин німецькі війська виходили з оточення.
15 серпня союзники висадилися в Південній Франції. Війська групи армій «G», що прикривала цей напрямок, не змогли перешкодити цьому і почали відступ на північ.
Ставлення Гітлера до Клюге різко змінилося (він вже знав про причетність Клюге до змови і вважав його «зрадником». Фельдмаршала видав один із заарештованих змовників — начальник штабу військового губернатора Франції (оберстлейтенант Ц. фон Гофакер), його послання з кожним днем набували все різкіший характер. Незважаючи на критичне становище на фронті, Клюге виявляв майже повну пасивність, побоюючись звертатися до Гітлера з будь-яким питанням.
Нарешті 17 серпня пішла відсторонення його від командування і виклик в ставку. Залишки групи армій «В», що втратили половину свого складу, виводив з «Фалезского котла» вже наступник Клюге на посаді командувача Західним фронтом генерал-фельдмаршал В. Модель.
Вирушаючи до Німеччини, Клюге не мав жодних ілюзій щодо долі, яка його там чекала. Прибувши в Мец, він покінчив життя самогубством (прийняв ампулу з ціанистим калієм). У передсмертній записці Клюге запевняв Гітлера у своїй відданості, схилявся перед його генієм, пропонував укласти мир із західними державами і покласти край війні, щоб «запобігти повалення рейху в пекло більшовизму». Гітлер мовчки прочитав записку Клюге і, всупереч звичаю, не став її коментувати. За його наказом похорон фельдмаршала були проведені тихо, без військових почестей. Як офіційна причина смерті Клюге було названо крововилив у мозок.

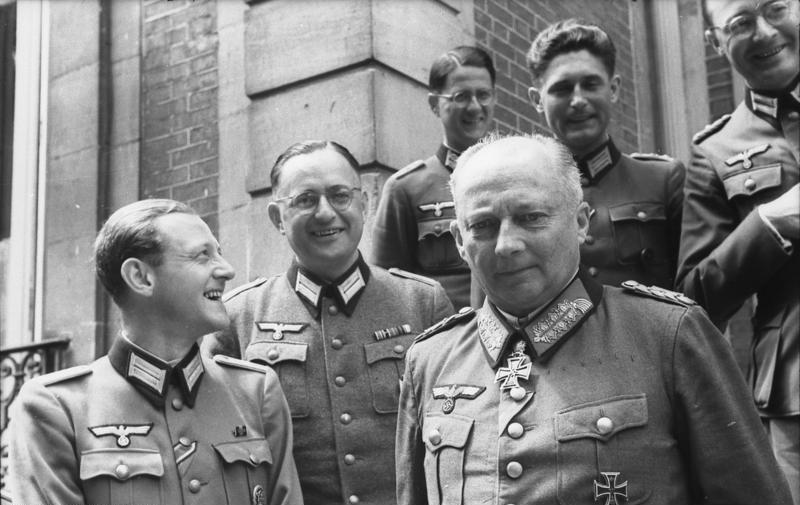
Генерал-фельдмаршал Гюнтер фон Клюге з офіцерами на Західному фронті. Окупована Франція. Липень 1944

## Роль Гюнтера фон Клюге в історії
Гюнтер фон Клюге належав до старшого покоління гітлерівських воєначальників. Він був, перш за все, прусським генералом, прихильником традицій цієї замкнутої військової касти. Розуміючи своїм проникливим розумом всю порочність нацистського режиму, він проте протягом багатьох років продовжував ревно служити йому, бо бачив у цьому співробітництві велику особисту вигоду (швидка військова кар'єра, високе положення, чини, ордени, матеріальний добробут тощо). Тільки в ім'я цього Клюге сліпо корився Гітлеру, виконуючи будь-які його накази і розпорядження.
Разом з тим необхідно відзначити, що Клюге іноді виявляв і свого роду опортунізм, особливо коли в тій чи іншій мірі зачіпали його власні інтереси. Як ніхто інший він умів домагатися від Гітлера вигідних для себе рішень, а також уникати відповідальності, підставляючи як винуватих, як правило, інших. Цим прийомом він зазвичай користувався в тих випадках, коли хотів позбутися від неугодних йому генералів (Г. Гудеріан, Е. Гьопнер, А. Штраус під час битви під Москвою в 1941 році, Д. Холтіц у Франції в 1944 році тощо). Чималу роль у цьому відігравали і ревнощі Клюге до бойових заслуг інших.
30 жовтня 1942, Клюге отримав величезний «хабар» від Гітлера, який знаючи про пристрасть генерала до поживи, поштою надіслав йому листа з добрими побажаннями, до якого додав чек на величезну суму й обіцянкою, що всі витрати на ремонт та поліпшення його маєтку будуть сплачені з німецької імперської скарбниці. Клюге, взявши гроші, але після того, як його сильно розкритикував начальник штабу Х. фон Трескова, що дорікав йому за корупцію, Клюге обіцяв що він арештує Гітлера наступного разу, коли він приїде на Східний фронт. Згодом генерал-фельдмаршал отримав ще один «дарунок» від Гітлера, передумав і вирішив залишитися лояльним. Гітлер, який, здається, чув як Клюге висловлює своє незадоволення його керівництвом, тому шляхом подарунків завоював повну лояльність Клюге.
У правилах Клюге була подвійна гра, за що він отримав прізвисько «хитрий Ганс». Так, в період підготовки операції «Цитадель» (травень 1943 року) Клюге прибув в ставку Гітлера з наміром домогтися відстрочки наступу. Коли ж він дізнався, що Гітлер таке рішення вже прийняв, то почав виступати проти затримки операції, переслідуючи при цьому ціль захистити себе від відповідальності на випадок провалу наступу, діючи за принципом «я ж попереджав…».

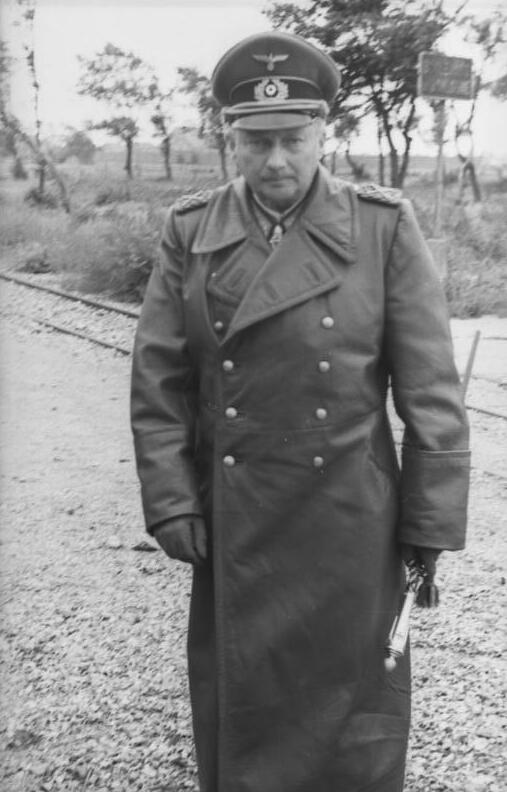
Генерал-фельдмаршал Гюнтер фон Клюге. 1944

### Клюге як військовий діяч
Як воєначальник Клюге володів неабиякими військовими здібностями. Командуючи армією, він відзначився під час Польської кампанії 1939 року, Французької кампанії 1940 року та літньо-осінньої кампанії 1941 року на Східному фронті. Очолюючи групу армій «Центр», вів успішні оборонні дії проти переважаючих сил радянських військ в кампаніях 1942 і 1943 років. З переходом Червоної Армії влітку 1943 року в загальний наступ зумів уникнути повного розгрому своїх військ, як це сталося з іншими групами армій, хоча і змушений був відступити до Білорусі.
За часів командування групою армій «Центр» Клюге часто використовував свій персональний літак для перевірки підрозділів, що знаходилися під його командуванням, іноді просто щоб розвіяти тугу влаштовував під час польотів полювання на лисиць з повітря вкрай нетрадиційним методом.
Під час війни на Східному фронті Гюнтер фон Клюге виступав проти нелюдського поводження з радянськими військовополоненими, проте ще 29 червня 1941 видав наказ: «Жінки у військовій формі мають бути розстріляні.»
Що стосується командування Клюге військами Вермахту на західного фронту влітку 1944 року, то воно було занадто короткочасним (всього близько півтора місяців), щоб можна було зробити по ньому будь-які висновки. Проте залишається фактом, що за цей короткий період ніякі лаври Клюге не здобув. Коли він залишив свій пост, війська очолюваного ним фронту перебували на межі повного знищення. Перевага противника зовсім зломила Клюге і придушила його волю до опору. У цей період він повністю втратив властиві йому завжди енергію і винахідливість, діяв мляво і нерішуче, що тільки посилило і без того важке становище його військ.

### Пасивна роль у змові
Гюнтер фон Клюге із самого початку знав про існування змови проти Гітлера і схвалював дії змовників, які діяли в його штабі (група генерала Х. фон Тресков). Проте в силу свого характеру «хитрий Ганс» постійно вів подвійну гру й зі змовниками проти Гітлера. Схвалюючи на словах їхній задум і не перешкоджаючи їх діяльності, він у той же час категорично відмовився приєднатися до них. Протягом багатьох місяців Клюге демонстрував таємну солідарність і навіть духовну близькість з учасниками антигітлерівської змови, але весь цей час коливався між почуттям громадянського обов'язку, який закликав його до рішучих дій, і особистою вигодою. Він так і не зумів остаточно визначитися і, в кінцевому рахунку, зрадив своїх однодумців з усунення Гітлера від керівництва державою. Втім, вони, опинившись в катівні, обурені віроломством Клюге, відплатили йому тим же, видавши його з головою гестапівським катам. Свою останню хитромудру комбінацію фон Клюге дощенту програв і волів добровільно піти з життя. Тим самим він уникнув неминучої відплати і в якійсь мірі «зберіг обличчя». У результаті безславна смерть поставила останню крапку на військовій кар'єрі цього гітлерівського фельдмаршала.

## Нагороди генерал-фельдмаршала Гюнтера фон Клюге
- Залізний Хрест 2-го класу (1914)
- Залізний Хрест 1-го класу (1914)
- Нагрудний знак військового пілота (Пруссія)
- Лицарський хрест Королівського ордена дому Гогенцоллернів з мечами (Пруссія)
- Військовий орден «За заслуги» (Баварія) IV ступеня з мечами
- Хрест «За військові заслуги» (Мекленбург-Шверін) II ступеня
- Медаль за врятування з небезпеки
- Орден Залізної корони III ступеня з бойовою відзнакою
- Чорний нагрудний знак «За поранення» (1918)
- Хрест «За військові заслуги» (Австро-Угорщина) III ступеня з бойовою відзнакою
- Почесний хрест ветерана війни за 1914-1918 (1934)
- Медаль «У пам’ять 13 березня 1938 року»
- Медаль «В пам'ять 1 жовтня 1938»
- Пряжка до Залізного хреста 2-го класу (5 вересня 1939)
- Пряжка до Залізного хреста 1-го класу (17 вересня 1939)
- Лицарський хрест Залізного хреста (30 вересня 1939)
  - Лицарський хрест Залізного хреста з Дубовим листям № 181 (18 січня 1943)
  - Лицарський хрест Залізного хреста з Дубовим листям та Мечами № 40 (29 жовтня 1943)
- Медаль «За зимову кампанію на Сході 1941/42»  (1942)
- Медаль за вислугу років у збройних силах I ступеня (за 25 років військової служби)
  - Медаль за вислугу років у збройних силах II ступеня (за 18 років військової служби)
  - Медаль за вислугу років у збройних силах III ступеня (за 12 років військової служби)
  - Медаль за вислугу років у збройних силах IV ступеня (за 4 роки військової служби)
- 4 рази відмічений в доповіді Вермахтберіхт (7 серпня 1941, 18 жовтня 1941, 19 жовтня 1941, 3 вересня 1943)